# Чичарон

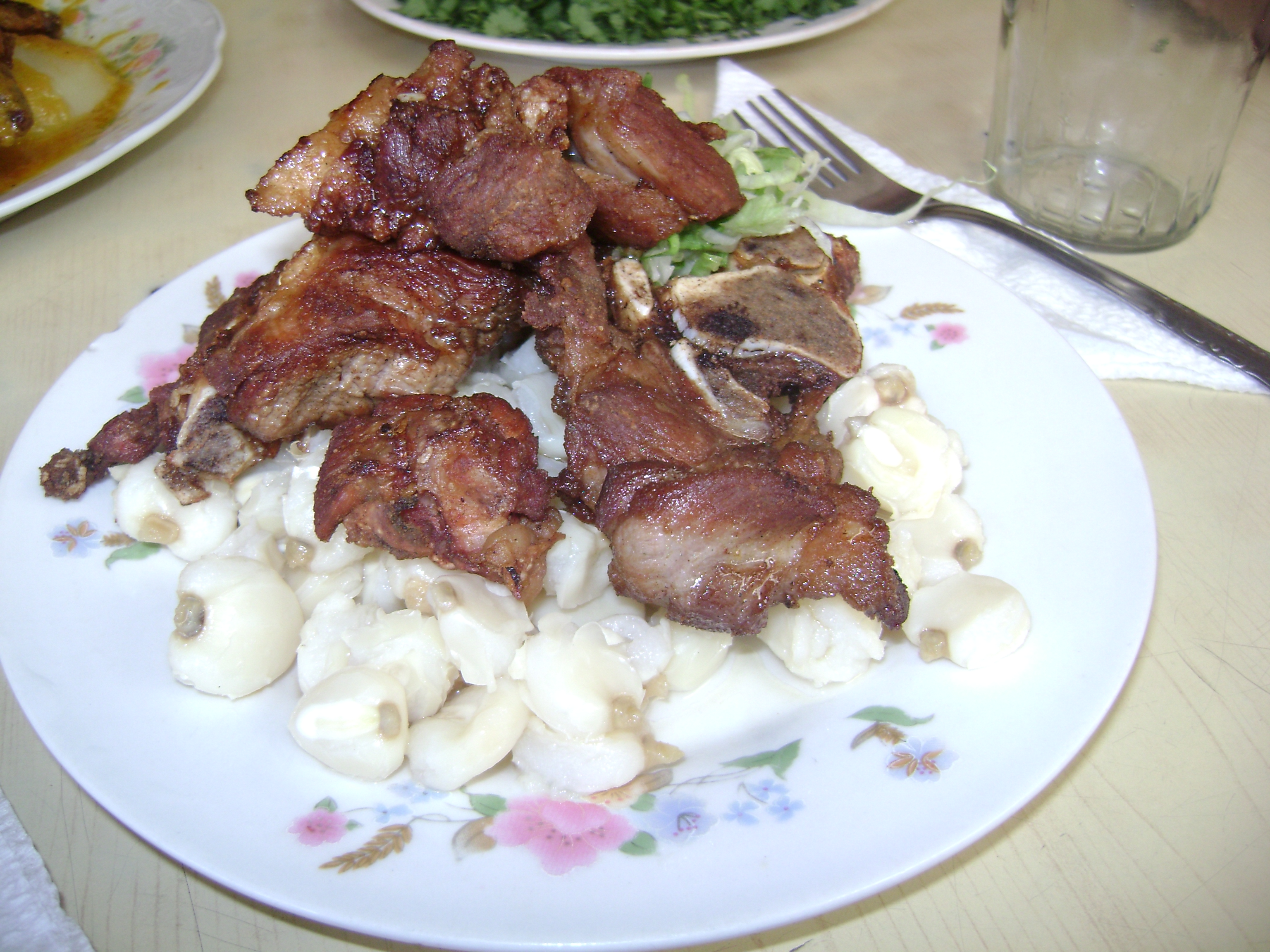
Чичаррон у Перу

Чічарон (ісп. chicharrón) — це гаряча страва, що готується на основі смаженої свинячої шкіри. Ця страва — частина традиційної кухні країн Південно-Східної Азії, Латинської Америки, Європи.

## Особливості приготування

### Інгредієнти (на дві порції):
- свинина (свиняча шкірка) — 200 г
- олія — 1 ст. л.
- сіль — 1/2 ч. л.
- вода — 1 л
- спеції — 1 ч. л.

Час приготування — 2 години

### Рецепт приготування
- Свиняча шкіра вимочується у воді, за потреби — обпалюється щетина.
- Шкіра очищується від сала гнучким гострим ножем.
- Очищена свиняча шкіра відварюється від 45 хвилин до 1,5 години (залежно від товщини та об'єму).
- Під час варіння додаються сіль і спеції.
- Відварена свиняча шкіра ріжеться на шматки, приємні на вигляд.
- Готовий продукт обсмажується у фритюрі або підсушується в духовці.

### Особливості частування
Чичарон можна подавати з різними соусами, з оцтом, лимонним соком, рубленим перцем чилі, з пивом. Гарніром для цієї страви може бути підлива з червоної цибулі, картопля, солодка кукурудза, запечена на грилі, рис. Чичарон додають у підливи й супи.

## Це цікаво знати
- Чичарон готують у різних країнах з різних типів м'яса: свинини, яловичини, баранини, курки. Іноді використовують рибу.
- У Коста-Риці, Болівії цю страву найчастіше готують зі свинячих ребер або інших частин туші, у кухні Аргентини — з яловичини.
- У Перу, Домініканській Республіці, США, на Філіппінах чичарон готують з курятини.
- Під час приготування замість сковорідки використовують чавунний диск, що має невеликі бортики. Розмір диску залежить від того на чому готують; невеликі — для газових плит, двометрові — для мангалів.

## Приготування чичарону на Філіппінах
На Філіппінах страва має назву tsitsaron.

### Інгредієнти
- Тушка курки — 1шт.
- Олія рослинна — 250 мл
- Панірувальні сухарі
- Сіль — 15 г
- Зелена цибуля

Для маринаду:
- Пиво — 1 склянка
- Цукор — 2 ст. л.
- Чорний мелений перець — 2 г
- Білий мелений перець — 2 г
- Гострий червоний перець — 1 г
- Часник

### Рецепт приготування
- Тушку курки очистити, замочити, обробити.
- Порубати тушку на невеликі шматки, замаринувати й залишити на 12 годин.
- Диск розігрівають, на гарячу олію викладають шматки курятини й обсмажують до золотистої скоринки.
- Всипають панірувальні сухарі, перемішують та додають дрібно порізану зелену цибулю.

### Особливості вживання
Їдять чичарон із оцтом, подрібненим червоним перцем, з пастою багун (паста з морепродуктів), печінковим соусом, з томатними соусами («Лечо», «Піканте») або з ачарою (квашеним манго). Гарніром до страви може бути картопля, приварена солодка кукурудза, рис.